# التخشيبة (فلم)
التخشيبة هو فيلم دراما مصري صدر سنة 1984، من إخراج عاطف الطيب، وتأليف وحيد حامد، وإنتاج جلال زهرة، ومن بطولة نبيلة عبيد، وأحمد زكي، وسعيد عبد الغني، ووحيد سيف، وتوفيق الدقن، وحاتم ذو الفقار. تدور أحداث الفيلم حول طبيبة تجد نفسها متورطة في تهمة لا أساس لها من الصحة، بعد حادث سير بسيط تترتب عليه مصائب لم تتوقعها تمامًا، حيث تمضي الطبيبة أيامها بين أقسام الشرطة وأجهزة الأمن وغرف المستشفيات، منتظرة أن ينجح محاميها في إثبات براءتها.

## القصة
آمال علي حسن، طبيبة ناجحة تنتمي إلى أسرة ثرية، ومتزوجة من رجل الأعمال لطفي. أثناء عودتها إلى المنزل، تتعرض لمضايقة من شبان في الطريق، ما يؤدي إلى اصطدام سيارتها بسيارة أحد المواطنين، عبد المعطي، الذي يتطاول عليها بعد إصابته، فتقوم بصفعه. يُنقل الجميع إلى قسم الشرطة، حيث تعترف آمال بالواقعة، ويُقرَّر التحفّظ عليها لعرضها على النيابة.
يتدخل شقيقها عادل، الذي يصل برفقة صديقه المحامي مجدي الدسوقي. يتمكن مجدي من إقناع عبد المعطي بالتصالح، ويأمر وكيل النيابة بالإفراج عن آمال بشرط ألا تكون مطلوبة في قضايا أخرى. إلا أن المفاجأة تقع حين يتبين أن آمال مطلوبة في قضية سرقة أربعة آلاف دولار بعد علاقة غير شرعية مع المدعو كمال رستم، في شقة تابعة لقسم الموسكي.
يصدمها شقيقها عادل بتخليه عنها، ويزيد الأمر سوءًا حين يتنكر لها زوجها لطفي ويتركها، فلا تجد سندًا سوى المحامي مجدي، الذي يقتنع ببراءتها. يسافر مجدي إلى الإسكندرية للتحقيق في خلفية المدعي، ويكتشف أن كمال رستم شاب فاسد، مدمن قمار، يعيش في نُزل على نفقة والدته. يعترف كمال بأنه تعرّف على آمال من المصيف، وأدرج اسمها في المحضر بعد أن خسر أمواله، ويعرض إسقاط التهمة مقابل استرجاع المال.
ترفض آمال المساومة، وتتمسك ببراءتها، مما يثير شكوك الضابط قدري، خاصة أن كمال يعرف اسمها الكامل، وهو أمر غير مألوف في مثل هذه القضايا. يتعاون المحامي والضابط لإقناع النيابة بالإفراج عنها بكفالة، نظرًا لفساد الشاكي، ويتم إطلاق سراحها، لكن آمال تجد نفسها أمام انهيار كامل في حياتها المهنية والاجتماعية.
بدافع الانتقام واسترداد كرامتها، تسافر آمال إلى الإسكندرية وتستدرج كمال إلى شاليه بعد تخديره، وتحصل منه على اعتراف بأنه اتهمها زورًا. وحين تحاول إطلاق سراحه، يحاول مهاجمتها، فتضطر إلى طعنه دفاعًا عن نفسها، مما يؤدي إلى مقتله، وتُلقي الشرطة القبض عليها لاحقًا.

## طاقم التمثيل
- نبيلة عبيد بدور الدكتورة آمال
- أحمد زكي بدور المحامي مجدي
- سعيد عبد الغني بدور لطفي
- وحيد سيف بدور عبد المعطي
- توفيق الدقن بدور اللواء الغندور
- حاتم ذو الفقار بدور ضابط الشرطة قدري
- سامي كامل بدور عادل
- حمدي الوزير بدور كمال رستم
- أحمد راتب بدور الطبيب الشرعي
- بدر نوفل بدور عبد الخالق رستم

## روابط خارجية
- مقالات تستعمل روابط فنية بلا صلة مع ويكي بيانات